# Illa del Galatxo
L'Illa del Galatxo és un dels espais del complex de zones humides de les Illes de l'Ebre. Se situa al curs del riu Ebre i pertany als municipis de Móra d'Ebre i Móra la Nova. Presenta una extensió d'aproximadament 26 hectàrees i es localitza al sud de la població de Móra d'Ebre en un tram fluvial reduït on també es localitzen dues altres illes: l'illa del vado del Vapor i la platja de Molló.

## Flora
La vegetació predominant en l'illa del Galatxo és el bosc de ribera (hàbitat d'interès comunitari; codi 92A0) en el qual predominen les salzedes de salze blanc (Salix alba) i les alberedes d'àlber (Populus alba) amb pollancre (Populus nigra). Destaca també la presència de tamarigars de Tamarix canariensis i T. Africana, oberts i lluminosos (hàbitat, igualment, d'interès comunitari, codi 92D0). També s'hi troben canyissars en el marge dret de l'illa on les aigües són més calmades.
Pel que fa a la fauna, cal indicar que, com a espai del PEIN "Illes de l'Ebre", es localitzen poblacions de la nàiade Margaritifera auricularia, un mol·lusc bivalve en perill d'extinció a tot Europa i estrictament protegit pel Decret 328/1992, d'aprovació del PEIN.

## Fauna
El conjunt de les illes fluvials de l'Ebre representen un rosari de biòtops-pont que faciliten el desplaçament de multitud d'ocells de zones humides, des dels aiguamolls litorals -majoritàriament el delta de l'Ebre-, vers l'interior de la península Ibèrica.

## Protecció
Tot i que no s'identifiquen impactes específics sobre l'espai, la problemàtica ambiental que podria tenir l'espai en un futur serà molt semblant a la resta d'espais del complex de zones humides de les Illes de l'Ebre. És per aquest motiu que convindria plantejar-se la seva gestió i conservació de forma global.
L'Illa del Galatxo es troba protegida a diferents nivells. Pertany a la Reserva natural de fauna salvatge de les Illes de l'Ebre, es troba inclosa a l'espai del PEIN "Illes de l'Ebre" (juntament amb l'illa i galatxo de Subarrec, l'illa de Miravet, l'illa d'Audí, l'illa de Vinallop i l'illa de la Xiquina) i a més forma part de l'espai de la Xarxa Natura 2000 ES5140010 "Riberes i Illes de l'Ebre".